# Campeonato Pernambucano de Futebol Feminino de 2020
O Campeonato Pernambucano de Futebol Feminino de 2020, foi a 18.ª edição da principal competição do futebol pernambucano. A principio, a competição se iniciaria em 18 de outubro e com dois jogo iniciais sendo realizados entre Íbis x Sport e Ferroviário-PE x Náutico, com 18 jogos a serem disputados. Entretanto, devido a pandemia de COVID-19, houve a paralisação de todos os torneios esportivos, fazendo com que o campeonato ficasse sem uma data definida para sua realização. Em reunião extraordinária, a Diretoria de Competições da FPF-PE decidiu que o campeonato começaria em 22 de novembro, com previsão de encerramento em 7 de abril de 2021, sendo a primeira vez, que o torneio se encerraria no ano seguinte à sua realização.
A competição contou com a participação de 4 clubes (o menor número de participantes da década), sendo que todos já tinham vagas garantidas nas semifinais. A novidade nesta temporada, foi a entrada do Ferroviário, que agora passa a representar o município de Bezerros, no Agreste, em vez do Cabo, no Grande Recife. Por conta da pandemia, todos os 17 jogos do campeonato foram realizados com portões fechados ao público, o que fez a modalidade também passar por um esvaziamento de investimento no cenário local. Com o jogo do Náutico com o Íbis sendo realizado (placar de 7 a 0, para a equipe do Timbu), o campeonato foi novamente paralisado devido a um surto de contagio em equipes como Sport e Íbis. Obrigando a Diretoria de Competições, à adiar o início da competição para o dia 16 de janeiro de 2021.
Apesar da competição ter sido realizado de forma melancólica, teve o Náutico Capibaribe se sagrando campeão feminino de futebol, após se sair vitorioso nas penalidades contra o Sport (empate em 1 a 1 e vitória por 4 a 2 nos pênaltis). Conquistando seu terceiro título na competição, em seu aniversario de 120 anos. Uma fato curioso nesta edição, foi o desempenho da jogadora e artilheira da competição pelo Náutico Nadine, que no ultimo jogo da Semifinal contra o Ferroviário-PE, teve a proeza de marcar 7 gols em uma única partida. Fato inédito em toda a história do futebol feminino de Pernambuco.

## Regulamento
A edição 2020 do Pernambucano Feminino, foi disputada por 04 equipes/associações em um único turno. Os quatro times disputarão uma fase classificatória em ida e volta, totalizando seis rodadas e com um detalhe; todos já estão garantidos na etapa seguinte. Na prática, a 1ª fase serve apenas para definir a ordem dos semifinalistas, 1º x 4º e 2º x 3, com o mata-mata em ida e volta. Já a final foi realizada em jogo único, com mando do time de melhor campanha, assim como a disputa de 3º lugar. O título estadual vale vaga na 2ª divisão do Brasileiro de 2021.

### Critérios de desempate
Em caso de empate por pontos entre dois clubes, os critérios de desempate foram aplicados na seguinte ordem:
1. Número de vitórias;
2. Saldo de gols;
3. Gols pró (marcados);
4. Confronto direto;
5. Menor número de cartões vermelhos;
6. Menor número de cartões amarelos;
7. Sorteio.

## Participantes
| Equipe         | Cidade   | Em 2019  | Estádio (mando)  | Capacidade | Títulos            |
| -------------- | -------- | -------- | ---------------- | ---------- | ------------------ |
| Ferroviário-PE | Bezerros | ND       | Arthur Tavares   | 4 000      | 0 (não possui)     |
| Íbis           | Paulista | 4° lugar | Ademir Cunha     | 12 000     | 0 (não possui)     |
| Náutico        | Recife   | 3° lugar | CT Wilson Campos | —          | 2 (último em 2006) |
| Sport          | Recife   | 2° lugar | CT do Leão       | —          | 7 (ultimo em 2018) |

## Primeira Fase
Atualizado em 10 de março de 2021.

## Segunda fase
Em itálico, os times que possuem o mando de campo do confronto e em negrito os times classificados.
|  | Semifinais De 13 à 4 de abril | Semifinais De 13 à 4 de abril | Semifinais De 13 à 4 de abril | Semifinais De 13 à 4 de abril |   |       | Final 7 de abril | Final 7 de abril |
|  |                               |                               |                               |                               |   |       |                  |                  |
|  | Íbis                          | 0                             | 0                             | 0                             |   |       |                  |                  |
|  | Sport                         | 10                            | 2                             | 12                            |   |       |                  |                  |
|  | Sport                         | 10                            | 2                             | 12                            |   | Sport | 1 (2)            |                  |
|  |                               |                               |                               |                               |   | Sport | 1 (2)            |                  |
|  |                               | Náutico (pen)                 | 1 (4)                         |                               |   |       |                  |                  |
|  | Ferroviário-PE                | Náutico (pen)                 | 1 (4)                         | 1                             | 0 | 1     |                  |                  |
|  | Ferroviário-PE                |                               |                               | 1                             | 0 | 1     |                  |                  |
|  | Náutico                       | 4                             | 9                             | 13                            |   |       |                  |                  |

## Final
A final do estadual, foi decidida entre as esquipes femininas do Náutico e do Sport e a partida foi realizada na Arena de Pernambuco em parida única. O Timbu sagrou-se campeão após sair vitorioso da decisão por pênaltis, pelo placar de 4 a 2. Resultado após o empate por 1 a 1. O Náutico conquistou seu 4° título na competição, quando completou 120 anos de fundação. O Timbu fechou o estadual com chave de ouro, tendo duas de suas jogadoras premiadas no campeonato: Nadine (melhor jogadora e artilheira) e Keka (melhor goleira). A equipe do Ferroviário de Bezerros, ganhou o premio de Fair play e o Íbis, teve a jogadora Ana Rebeca, eleita a jovem revelação do campeonato.
| 7 de abril de 2021 | Sport            | 1 – 1 | Náutico            | Arena de Pernambuco, São Lourenço da Mata         |
| 15:00              | Amanda Leite 58' |       | 84' Débora Leticia | Público: Portões fechados Renda: R$ 0 Árbitro: PE |

|                                |       | Penalidades                         |  |
| Bissê Pintinho Estefane Negona | 2 – 4 | Alana Ana Grasse Popó Nadine Débora |  |

## Premiação
| Campeonato Pernambucano Feminino de 2020 |
| ---------------------------------------- |
| Náutico Campeão (3° título)              |

## Estatísticas

### Artilharia
Atualizado em 7 de abril de 2021.
| Pos. | Jogadora     | Equipe         | Gols |
| ---- | ------------ | -------------- | ---- |
| 1º   | Nadine       | Náutico        | 15   |
| 2º   | Thays        | Sport          | 14   |
| 3º   | Amanda Leite | Sport          | 6    |
| 4º   | Popó         | Náutico        | 2    |
| 4º   | Paula        | Ferroviário-PE | 2    |
| 4º   | Lindinalva   | Sport          | 2    |

### Hat-tricks
| #  | Jogadora | Clube   | Adversário     | Placar | Data           | Ref.   |
| -- | -------- | ------- | -------------- | ------ | -------------- | ------ |
| 1º | Nadine   | Náutico | Íbis           | 7–0    | 22 de novembro | [ 13 ] |
| 2º | Nadine   | Náutico | Ferroviário-PE | 4–0    | 31 de janeiro  | [ 14 ] |
| 3º | Thays    | Sport   | Íbis           | 9–0    | 10 de março    | [ 15 ] |

### DuploHat-trick?
| #  | Jogadora | Clube | Adversário     | Placar | Data            | Ref.   |
| -- | -------- | ----- | -------------- | ------ | --------------- | ------ |
| 1º | Thays    | Sport | Ferroviário-PE | 9–1    | 21 de fevereiro | [ 16 ] |

7 gols numa única partida
| #  | Jogadora | Clube   | Adversário     | Placar | Data       | Ref. |
| -- | -------- | ------- | -------------- | ------ | ---------- | ---- |
| 1º | Nadine   | Náutico | Ferroviário-PE | 9–0    | 4 de abril |      |